# ليتيتيا لاندون
ليتيتيا إليزابيث لاندون (بالإنجليزية: Letitia Elizabeth Landon)‏ (14 أغسطس1802-15 أكتوبر 1838) هي شاعرة وروائية إنجليزية، معروفة بالأحرف الأولى من اسمها «إل إي إل».

## بدايات حياة لاندون
وُلدت ليتيتيا إليزابيث لاندون في 14 أغسطس من عام 1802 في تشيلسي في لندن، والداها جون لاندون وكاترين جاين. كانت لاندون طفلة مبكرة النضج، إذ تعلّمت القراءة وهي تتعلم المشي، اعتادت جارتها المُقعدة أن تنثر أجزاء الحروف على الأرض وتكافئ ليتيتيا الصغيرة عندما تركّبها بالشكل الصحيح، وبحسب رواية والديها «اعتادت ليتيتيا أن تعود إلى المنزل وبحوزتها العديد من المكافآت».
بعمر الخامسة، التحقت لاندون بمدرسة فرانسيس أرابيلا رودين، كانت رودوين مدرسة جذابة، وشاعرة لديها حماس خاص للمسرح. وفقاً لماري راسل ميتفورد، «كان لها موهبة خاصة بأن تجعل من طلّابها شعرّاء»، ومن طلاب رودين الآخرين: كارولين بونسونبي، وكارولين لامب، وإيما روبرتس، والكاتبة الرحالة آنا ماريا فيلدنغ، وروزينا دويل ويلر.
انتقلت عائلة لاندون إلى الريف في عام 1809، حتى يتمكن جون لاندون من إنجاز مشروعه لمزرعة نموذجية. دُرّسَت ليتيتيا في المنزل من قبل ابنة عمها الكبرى إليزابيث مذ انتقل أهلها إلى الريف، لتجد إليزابيث فيما بعد أن طالبتها ليتيتيا تتفوق عليها بمعرفتها وقدراتها، «كنت متأكدة تماماً من صحة أجوبة ليتيتيا على أي سؤال سواء كان يتعلق بالتاريخ، أو الجغرافيا، أو القواعد، أو حياة بلوتارخ، أو أي كتاب نقرأ عنه».
في شبابها كانت ليتيتيا قريبة من شقيقها الأكبر ويتنغتون هنري المولود عام 1804، وكان تسديد تكاليف دراسة أخيها في كلية وورسيستر-أكسفورد أحد أسباب دخول ليتيتيا عالم النشر. دعمت ليتيتيا ترقية أخيها وتفوّقه في العمل وكتبت قصيدتها «الكابتن كوك»  عن ذكريات طفولتهم معاً، لكنّ هنري لم يردّ الجميل لأخته، فبدلاً من إظهار التقدير لمساعدتها، بدأ بنشر إشائعات عن زواجها ووفاتها. كان لدى ليتيتيا أيضًا أخت صغيرة تدعى إليزابيث جين (مواليد1806)، كانت جين مريضة وضعيفة، توفيّت بعمر الثلاثة عشر عاماً فقط، خلّفت وفاة إليزابيث أثراً عميقاً في أختها الأكبر، وربما أشارت ليتيتيا في قصيدتها بعنوان المنسي«ليس لديَّ أزهار صغيرة لأرميها» لذكرى رحيلها.

## المسيرة الأدبية
عادت عائلة لاندون إلى لندن بسبب الكساد الزراعي عام 1815. وهناك تعرّف جون لاندون على ويليام جيردان وهو محرّر جريدة أدبية، وفقاً للسيدة أ. طومسون لاحظ جيردان ليتيتيا الصغيرة أثناء نزولها في الشارع "كانت تمسك بإحدى يديها طوق وباليد الأخرى كتاب شعر، ولفتت نظره حينها، ووصف جيردان فيما بعد أفكار ليتيتيا بالأصيلة وغير العادية.
شجّع جيردان بذور الموهبة الشعرية للاندون، ونشرت قصيدتها الأولى بتوقيع «إل» في الجريدة الرسمية عام 1820.
نشرت لاندون بدعم مادّي من جدّتها كتاباً للشعر تحت اسمها الكامل بعمر الثماني عشر عاماً. حظي الكتاب بالقليل من الانتقادات، ولاقى نسبة مبيعات جيدة ومع ذلك لم تتقاضى لاندون أية أرباح بسبب توقف الناشر عن العمل بعدها بفترة قصيرة. نشرت لاندون قصيدتين في الجريدة الرسمية  بتوقيع «إل إي إل» بنفس شهر إصدار الكتاب.
جذبت هذه القصائد الأولى الكثير من النقاشات. كما قال الناقد المعاصر لامان بلانشارد، الأحرف الأولى إل إي إل «أصبحت بسرعة علامة على الاهتمام الساحر والفضول».
شغلت لاندون منصب رئيسة النقد الأدبي في الجريدة بينما استمرّت بكتابة القصائد، صدرت مجموعتها الثانية، في عام 1824. توفي والدها بعد ذلك بنفس العام، ممّا أجبرها على الكتابة لتُعيل أسرتها.
رأى المعاصرون أن الدافع المادي سينقص من جودة أعمال لاندون وأنّه من غير المفترض أن تكون كاتبة محترفة، وادّعت ماري ميتفورد أنّ كتابات لاندون ما هي إلّا شحذ وصقل لروايات كاثرين ستيبني.
وبحلول عام 1824 بدأت سمعة لاندون تتدهور بسبب شائعات إنجابها للأطفال سراً، استمرّت بكتابة الشعر وأصدرت كتابها «الرومانسية والواقع» وأعلنت خطوبتها من جون فورستر.
عَلِم فورستر بالشائعات حول علاقات لاندون الجنسية وطلب منها ضحدها، طلبت لاندون منه التحقيق بكلّ طاقته بالموضوع، وهذا ما فعل وبعدها أعلن أنه راضٍ، ولكنّ لاندون فسخت خطوبتها منه.

## أواخر حياتها
بدأت لاندون بالحديث عن الزواج من أيّ شخص والابتعاد عن إنجلترا وعن أولئك الذين يسيؤون فهمها. وفي أكتوبر 1836 التقت لاندون جورج ماكلين، حاكم ساحل الذهب (غانا حالياً) في حفل عشاء أقامه ماثيو فورستر، وجمع الاثنين علاقة عاطفية، لكنّ ماكلين هاجر إلى اسكتلندا في العام التالي ممّا أثار استغراب وضيق لاندون وصديقاتها.
وبعد الكثير من الإلحاح عاد ماكلين إلى إنجلترا وتزوج لاندون بعدها بفترة قصيرة في7 يونيو 1838. بقي زواجهما سريّاً وأمضت الشهر الأول من الزواج مع أصدقائها المقربين.

## الوفاة
بعد مرور شهرين، في 15 أكتوبر 1838، وُجدت لاندون ميتة، وبيدها زجاجة من حمض البروسيك، يفترض البعض أن لاندون ماتت متسمّمة، ولكنّ ذلك مجرّد افتراض، إذ وُجدت بعض الأدلة على أنها كانت مصابة بمتلازمة ستوكس آدامز، ويُستخدَم حمض البروسيك كمعالجة لتخفيف الأعراض، لم يُجرى تشريح للجثة، وأفاد بعض شهود العيان بأنّ لاندون أُصيبت بتشنّج قاتل.

## مقتطفات من آراء الشخصيّات
وُصفت شخصيّة لاندون من قبل عدد من أصدقائها ومعاصريها:

إيما روبرتس، من مقدّمتها لكتاب «الأذى وغيره من الأعمال»:
«لا يُمكن وصف إل إي إل بالجميلة بالمعنى الدقيق للكلمة، عيناها كانتا الشيء الوحيد المميز في وجهها، ولكنّها كانت تشع بالحماس والثقافة والنشاط، مما جعلها جميلة بطريقتها الخاصة».
ويليام جيردان، من سيرته الذاتيّة:
«في الحقيقة كانت لاندون من أكثر الناس غير الأنانية التي عرفتها، وكان من غير الممكن أن تؤذي مشاعر الآخرين حتى في أبسط الأمور، أحَبَّها كل من عرفها».

آنا ماريا هول:
«لم تكن كتاباتها هي السحر الوحيد بها، فالحياة معها كانت مليئة بالفرح والجمال لأنها تمنحك الكثير من المشاعر الجيّدة والطاقة الإيجابية».
آن إلوود، من مذكراتها للسيّدات الأدبيات:
«اعتادت لاندون الكتابة في غرفة نومها، غرفة غير مفروشة بالكامل، مع طاولة صغيرة جداً لا تمنحك أيّ شعور بالراحة».
إيما روبرتس مرة أخرى:
«لم تكن تقرأ فقط بل كانت تتعمّق بالكتب لتفهمها بالكامل، ومن الضروري العودة إلى أعمالها المطبوعة لحساب كمية المعلومات التي جمعتها من المؤلفين السابقين. لم تكتسب أيّ جزء من معرفتها بشكل سطحي سواءً بالتاريخ أو الأدب».
أشار العديد من المعاصرين لذكاء لاندون الاستثنائي، وكتب فريدريك راوتون في كتابه «شعراء بريطانيا العظمى» ما يلي:
«عبقريّة لاندون تحتّم إعطاء رأي واحد بها بأنها تتميّز بالقوة الفكرية العظيمة والحماس الشديد وأن هناك عبقرية في كل سطر كتبته».

## السمعة
اعترف بعض شعراء عصر لاندون بموهبتها وأبدوا إعجابهم بأعمالها، كان من بينهم إليزابيث باريت براوننج وكريستينا روسيتي.
كان للاندون سمعة طيبة في القرن التاسع عشر، ولكنّها سرعان ما تدهورت في القرن العشرين مع تغيّر التوجّهات الأدبية، وُصفت أشعار لاندون حينها بالبساطة والمبالغة في العاطفة. تزاديد اهتمام النقّاد والباحثون بكتابات لاندون في السنوات الأخيرة،  بدءاً من جيرمن غرير في السبعينينات، يجادل النقّاد مثل إيزويل أرمسترونغ بأن البساطة في كتابتها مضلِّلة وهي أعمق مما تبدو، وأن للنساء في القرن التاسع عشر أسلوب كتابة مختلف يتيح فهم المعنى بمستويات مختلفة، وهذا ما تناولته سارة شيبارد في كتابها خصائص العبقرية وكتابات «إل إي إل» عام 1841.
يقول ويليام هاويت: «هناك خصوصية لشعر إل إي إل؛ ويجب الاعتراف بشعرها على أنه فريد. إنّه خاص بها تمامًا، له شخصية بارزة وثابتة، وهذه الشخصية تخصه فقط، سواء بالإيقاع أو الشعور أو الأسلوب أو العبارات، يمكنك التعرف عليه على الفور، حتى عندما لا يُذكَر اسم الكاتب».
العائلة:
في عام 2000، نشرت الباحثة سينثيا لوفورد سجّلات ميلاد تشير أنّ لاندون بالفعل أنجبت أطفالاً في عشرينينات القرن التاسع عشر من علاقة سريّة مع ويليام جيردان.

## روابط خارجية
- ليتيتيا لاندون على موقع الموسوعة البريطانية (الإنجليزية)
- ليتيتيا لاندون على موقع ديسكوغز (الإنجليزية)